# Puccinellia frigida
Puccinellia frigida là một loài thực vật có hoa trong họ Hòa thảo. Loài này được (Phil.) I.M.Johnst. miêu tả khoa học đầu tiên năm 1929.